# Lausanne Université Club Volleyball (maschile)
Il Lausanne Université Club Volleyball è una società pallavolistica maschile svizzera: milita nel campionato di campionato svizzero di Lega Nazionale A.

## Storia
La squadra viene fondata nel 1975, risultato della fusione fra la società maschile dell'Energie Ouest Suisse Lausanne e quella femminile del Lausanne Cité. Il club mantiene entrambe le sezioni fino al 1988, con il team femminile che ottiene due successi in campionato e quattro nella Coppa di Svizzera, fino alla scelta societaria di mantenere attiva solo la formazione maschile. Il primo successo arriva nel campionato 1982-83, con la vittoria dello scudetto dopo due finali consecutive perse.
Il Lausanne Université Club domina poi la prima metà degli anni novanta, imponendosi per cinque volte consecutive come campione di Svizzera e conquistando la prima Coppa di Svizzera nell'edizione 1994-95; partecipa inoltre a cinque edizioni della principale competizione europea, la Coppa dei Campioni, ottenendo come miglior risultato la qualificazione agli ottavi di finale nel 1994-95. Dopo un periodo di anonimato, in cui non va oltre alcuni terzi posti, torna alla ribalta nell'annata 2007-08, quando centra l'accoppiata scudetto - coppa nazionale; nei tre anni successivi ottiene inoltre la vittoria di altre due Coppe di Svizzera e di due Supercoppe, partecipando a diverse coppe europee e raggiungendo come miglior risultato i quarti di finale nella Challenge Cup 2011-12.

## Rosa 2014-2015
| N° | Nome                     | Ruolo | Data di nascita  | Nazionalità sportiva |
| -- | ------------------------ | ----- | ---------------- | -------------------- |
| -  | Pierre-André Leuenberger | All   | ?                | Svizzera             |
| 1  | Jirayu Raksakaew         | S/O   | 3 agosto 1987    | Thailandia           |
| 2  | Manuel Jordan            | C     | ?                | Svizzera             |
| 3  | Nicholas Ptaschinski     | P     | 25 maggio 1981   | Stati Uniti          |
| 4  | Julien Carrel            | P     | 19 luglio 1988   | Svizzera             |
| 5  | Romain Vadeleux          | C     | 12 febbraio 1983 | Francia              |
| 6  | Pablo Cirqueira          | S     | 26 ottobre 1989  | Brasile              |
| 7  | Larry Carrel             | S/O   | 31 ottobre 1989  | Svizzera             |
| 8  | Quentin Zeller           | S     | 29 marzo 1994    | Svizzera             |
| 9  | Clément Daniel           | L     | 24 maggio 1981   | Francia              |
| 10 | Johan Chandon            | S     | 24 agosto 1988   | Svizzera             |
| 11 | Vassil Altanov           | C     | 13 gennaio 1994  | Svizzera             |
| 14 | Jovan Djokic             | S     | 21 dicembre 1993 | Svizzera             |

## Palmarès
- Campionato svizzero: 9

1982-83, 1990-91, 1991-92, 1992-93, 1993-94, 1994-95, 2007-08, 2017-18, 2018-19
- Coppa di Svizzera: 5

1994-95, 2007-08, 2009-10, 2010-11, 2014-15
- Supercoppa svizzera: 4

2008, 2009, 2015, 2018